# 拉米雷特
拉米雷特（法語：La Murette，法語發音：[la myʁɛt]）是法国伊泽尔省的一个市镇，位于该省中部，属于格勒诺布尔区。

## 地理
拉米雷特（45°22'52"N, 5°32'23"E）面积4.22 平方千米，位于法国奥弗涅-罗讷-阿尔卑斯大区伊泽尔省，该省份为法国东南部内陆省份，北起顺时针与安省、萨瓦省、上阿尔卑斯省、德龙省、阿尔代什省、卢瓦尔省和罗讷省。
与拉米雷特接壤的市镇（或旧市镇、城区）包括：瓦龙、希朗斯、雷欧蒙、圣布莱斯迪比、圣卡西安。

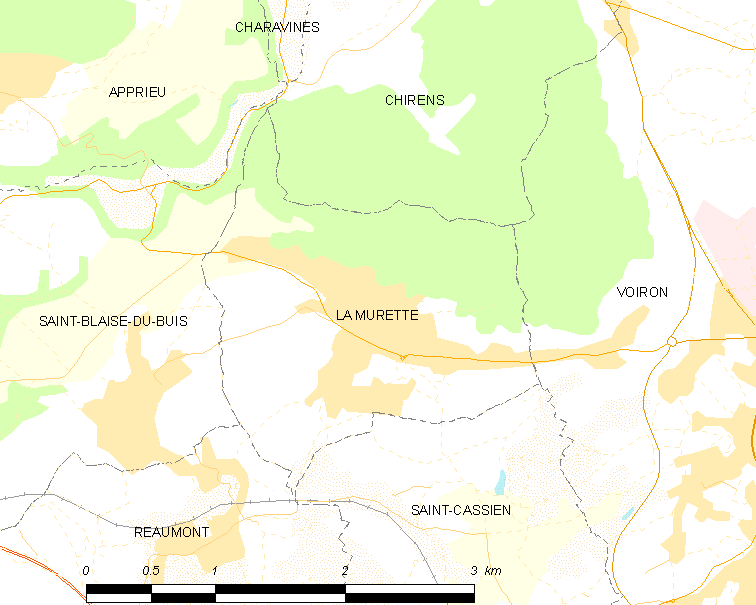
拉米雷特的OSM定位图

拉米雷特的时区为UTC+01:00、UTC+02:00（夏令时）。

## 行政
拉米雷特的邮政编码为38140，INSEE市镇编码为38270。

## 政治
拉米雷特所属的省级选区为瓦龙县。

## 人口

1962-2008年间拉米雷特人口变化图示

拉米雷特于2022年1月1日时的人口数量为1838人。